# Wilhelm Dörr

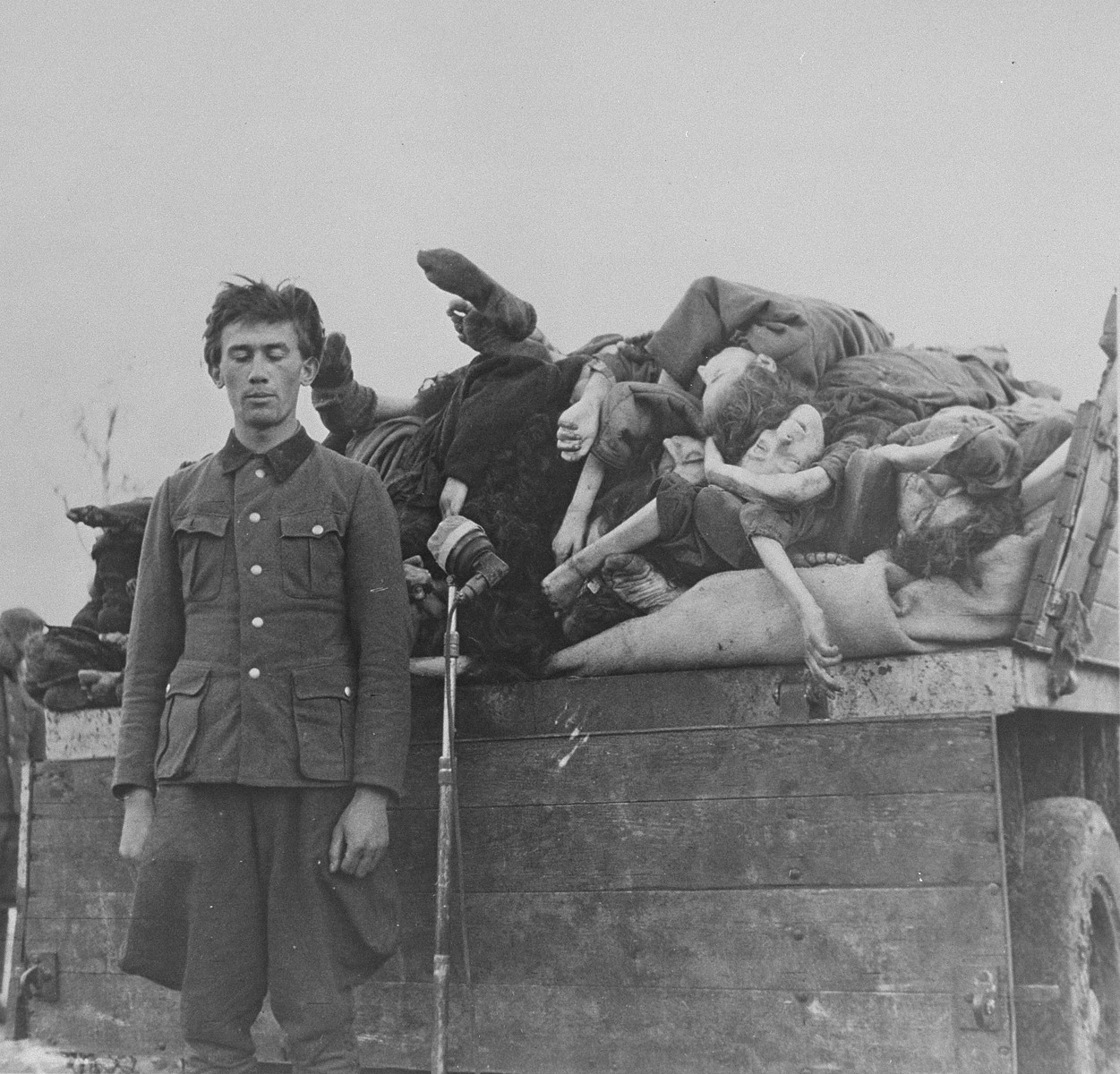
Wilhelm Dörr framför en lastbil med döda fångar i Bergen-Belsen den 24 april 1945.

Wilhelm Dörr, född 9 februari 1921 i Merenberg, död 13 december 1945 i Hameln, var en tysk SS-Oberscharführer och dömd krigsförbrytare.

## Biografi
Wilhelm Dörr var son till lantbrukaren Otto Dörr (stupad i Frankrike 1944) och Wilhelmine Peuser. Wilhelm Dörr gifte sig i december 1944 med Josefine Henriette Römerskirch (född 1923); paret fick två söner: Wolfgang och Karl Heinz.
Dörr blev medlem av Hitlerjugend 1932. År 1940 inträdde han i SS-Totenkopfverbände (SS-TV) och genomgick träning i Dresden. Efter denna kommenderades han till koncentrationslägret Sachsenhausen. I januari 1944 förflyttades han till Mittelbau-Dora och var där verksam som lägervakt för utländska tvångsarbetare. I september samma år utnämndes Dörr till ställföreträdande kommendant för Kleinbodungen, ett av Mittelbau-Doras satellitläger. Han hade till uppgift att övervaka de fångar som var sysselsatta med krigsproduktion, bland annat den ballistiska roboten V-2. Den 5 april 1945 evakuerades 610 interner från Kleinbodungen till Bergen-Belsen genom en dödsmarch, som leddes av bland andra Dörr. De fångar, som försökte fly eller inte orkade gå, sköts ihjäl.
Den 11 april 1945 anlände fångarna och deras vakter till Bergen-Belsen. Fyra dagar senare befriades lägret av brittiska trupper och lägerpersonalen greps. I september 1945 ställdes dörr och 44 andra personer, däribland Josef Kramer, Fritz Klein och Irma Grese, inför rätta vid Belsenrättegången. Elva dödsdomar avkunnades, bland annat mot Dörr. De till döden dömda avrättades genom hängning den 13 december 1945. Skarprättare var Albert Pierrepoint.

## Befordringshistorik inom SS
- Sturmmann: 1 mars 1942[4]
- Rottenführer: 1 mars 1943[4]
- Unterscharführer: 1 december 1943[4]
- Scharführer:
- Oberscharführer: